# Càlig
Càlig település Spanyolországban, Castellón tartományban. Càlig Benicarló, Cervera del Maestre, Peníscola, San Jorge és Vinaròs községekkel határos. Lakosainak száma 2048 fő (2024).

## Népesség
A település népessége az elmúlt években az alábbi módon változott:
| Lakosok száma | 1772 | 1721 | 1963 | 2198 | 2236 | 2080 | 2020 | 1950 | 2002 | 2048 |
|               | 2001 | 2004 | 2006 | 2009 | 2011 | 2014 | 2016 | 2019 | 2021 | 2024 |